# Caribena versicolor
Caribena versicolor es una especie de araña que pertenece a la familia Theraphosidae (tarántulas).
Esta araña alcanza una longitud de 11 a 15 cm. Las arañas son de color azul brillante, más tarde, tienen los colores brillantes de los ejemplares adultos. Los adultos tienen un escudo verde, un abdomen rojo y negro, y bandas de color marrón. El macho es más delgado que la hembra.
Esta araña se encuentra principalmente en América del Sur y el Caribe. La avicularia versicolor es autóctona de las islas del Caribe, especialmente en Guadalupe y Martinica. Se trata de un habitante de árboles en las ciudades que están cada vez en más cantidad. La comida se compone principalmente de grillos, saltamontes, polillas y otros insectos voladores, además de policrótidos (lagartijas). Cuando es joven come presas más pequeñas, como moscas de frutas y grillos.